# (1959) Karbyshev
(1959) Karbyshev es un asteroide perteneciente al cinturón de asteroides descubierto por Liudmila Vasílievna Zhuravliova desde el Observatorio Astrofísico de Crimea, Naúchni, el 14 de julio de 1972.

## Designación y nombre
Karbyshev fue designado al principio como 1972 NB.
Más adelante, se nombró en honor del militar soviético Dmitri Karbishev (1880-1945).

## Características orbitales
Karbyshev está situado a una distancia media de 2,316 ua del Sol, pudiendo alejarse hasta 2,627 ua. Tiene una inclinación orbital de 6,202° y una excentricidad de 0,1343. Emplea en completar una órbita alrededor del Sol 1287 días.